# 西迪埃拉比耶
36°16′32″N 3°18′24″E / 36.27556°N 3.30667°E

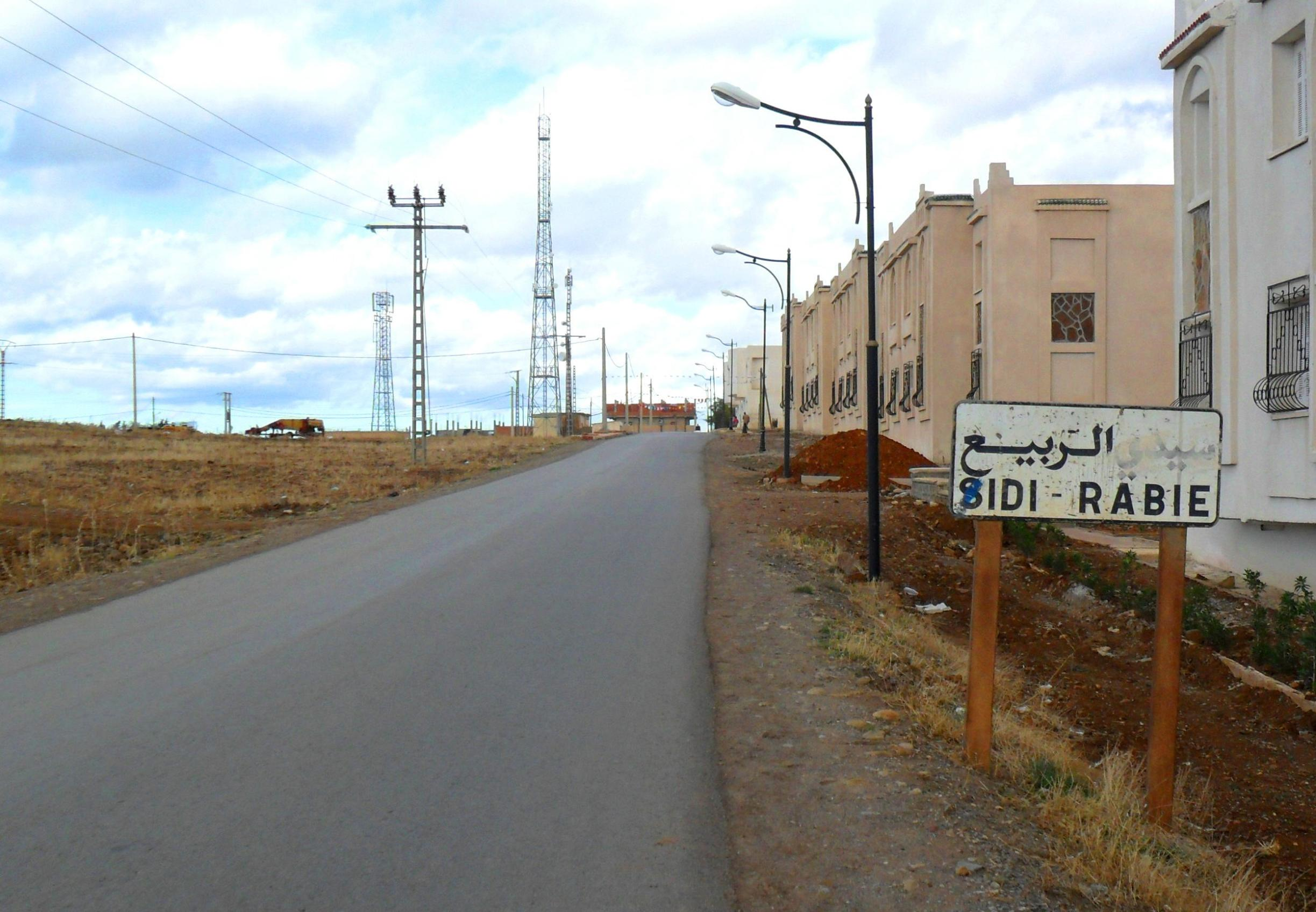
西迪埃拉比耶

西迪埃拉比耶（阿拉伯语：‎），是阿爾及利亞的城鎮，位於該國北部麥迪亞省，由貝尼蘇萊曼區負責管轄，面積52平方公里，2008年人口5,042，人口密度每平方公里97人。